# 천바이룽
천바이룽(중국어: 陳柏融, 한자음: 진백융, 1984년 12월 18일 ~ )은 타이완의 배우이다.